# 1537

## Esdeveniments
- 31 de juliol: el rei de la monarquia hispànica Carles I i Francesc I de França signen a Niça una treva de deu anys, que els francesos trencaran a la meitat del termini.[1]
- 23 de novembre, Barcelona: Per la sequera es decideix treure el cos de Sant Sever en processó a des de la Catedral fins a Santa Clara.[2]
- Pau III publica l'encíclica Sublimis Deus assegurant que els nadius americans són éssers racionals per tractar d'impedir els abusos.[3]
- Corts de Montsó (1537)

## Naixements
- 4 de març - Pequín, Xina: Zhu Zaihou, Emperador Longqing de la Dinastia Ming (m. 1572)[4]
- 20 de maig - Acquapendente, Laci: Hieronymus Fabricius: pioner en l'anatomia i la cirurgia, considerat "pare de l'embriologia" (m. 1619).[5]
- 5 de desembre - Japó: Ashikaga Yoshiaki, 31è shogun